# محافظة الأمواه
محافظة الأمواه هي إحدى محافظات منطقة عسير في السعودية، وعاصمتها الإدارية مدينة الأمواه.

## نبذة
تقع في شرق إمارة عسير على مسافة 170 كيلاً، ويقطنها (10,969) نسمة حسب تعداد السعودية 2022، وهي أصغر محافظات المملكة العربية السعودية كثافة سكانية.
تم تحويل الأمواه من مركز إلى محافظة في أغسطس 2018 بأمر ملكي، وبها من الدوائر الحكومية: بلدية، محكمة، كتابة عدل، دفاع مدني، شرطة، مكتب تعليم، مكتب ضمان اجتماعي، مركز هلال أحمر، مركز هيئة، أوقاف، لجنة تنمية، جمعية خيرية، مكتب بريد.

## المراكز التابعة
تتبع المحافظة عدد من المراكز، وهي:
- مركز العين
- مركز بيضان
- مركز الرهوة
- مركز العمائر
- مركز النهدين
- مركز الفرع
- مركز ثجر سويدان
- مركز العزيزية

## السكان
بلغ عدد سكان محافظة الأمواه (10,969) نسمة حسب تعداد السعودية 2022.

## المدارس
بلغ عدد الطلاب الذكور في المحافظة 655 طالب موزعين على 14 مدرسة، وعدد الطلاب الإناث 437 طالبة موزعين على 7 مدارس.